# Michael Doohan
Michael "Mick" Sydney Doohan (ur. 4 czerwca 1965 w Brisbane) – australijski kierowca motocyklowy. Pięciokrotny mistrz świata MotoGP w latach 1994-1998.

## Kariera

### Wyścigi Superbike'ów
Doohan pochodzi z Gold Coast, znajdującego się niedaleko miasta Brisbane. Karierę rozpoczynał w latach 80., w australijskich mistrzostwach Superbike. W 1988 roku zadebiutował w mistrzostwach świata tej kategorii. Wygrawszy trzy wyścigi (dwa na Oran Park oraz jeden na Sugo), zmagania zakończył na 12. pozycji. Dosiadał wówczas motocykl Yamahy.

### 500 cm³
W roku 1989 Doohan zadebiutował w motocyklowych MŚ, podpisując kontrakt z japońską stajnią Rothmans Honda. W pierwszym sezonie startów Australijczyk wziął udział w dwunastu z piętnastu rozegranych wyścigów. Regularnie meldował się w czołowej ósemce, a podczas GP Niemiec po raz pierwszy w karierze stanął na podium. Zdobyte punkty sklasyfikowały go na 9. miejscu.
W drugim roku startów Mick był już trzecim zawodnikiem klasyfikacji generalnej. Podczas GP Hiszpanii po raz pierwszy w karierze sięgnął po pole position (w tej też rundzie uzyskał najszybsze okrążenie), natomiast pierwsze zwycięstwo odniósł na węgierskim torze Hungaroring. W ciągu sezonu stawał jeszcze czterokrotnie na podium oraz dwukrotnie startował z pierwszej pozycji. Warto zaznaczyć, iż w obu sezonach partnerował mu mistrz świata z 1987 roku, a zarazem jego rodak, Wayne Gardner. W obu sezonach młodszy z Australijczyków był wyżej sklasyfikowany, jednak trzeba zaznaczyć, iż był to trudny okres dla Gardnera, trapionego kontuzjami.
W sezonie 1991 Doohan był najrówniejszym zawodnikiem w stawce, dzięki czemu do przedostatniego wyścigu liczył się w walce o tytuł mistrzowski. Spośród piętnastu wyścigów, tylko w jednym nie znalazł się na podium. Na torze w Assen nie dojechał wówczas do mety. Łącznie odniósł trzy zwycięstwa, na torach w Hiszpanii, Włoszech i Austrii. Dzięki swej konsekwentności został wicemistrzem świata, z niedużą stratą do najlepszego Wayne'a Raineya.
Rok później Australijczyk zdominował pierwszą fazę mistrzostw, wygrywając pięć z siedmiu pierwszych wyścigów (sześciokrotnie sięgnął po pole position). Marzenia o tytule zaprzepaścił bardzo poważny wypadek podczas GP Holandii, kiedy to mocno ucierpiała prawa noga Michaela. Obrażenia były na tyle poważne, iż groziły one nawet amputacją dolnej kończyny. Udało mu się jednak powrócić do zdrowia i po ośmiu tygodniach przerwy powrócił do rywalizacji, opuszczając zaledwie trzy rundy. Jego dyspozycja nie pozwoliła mu jednak walczyć o najwyższe lokaty i w ostatnim wyścigu o GP RPA Rainey wyprzedził go w klasyfikacji o zaledwie cztery punkty, zdobywając swój trzeci tytuł z rzędu.
W kolejnym sezonie nie do końca jeszcze sprawny Doohan nie liczył się w walce o mistrzostwo. W końcowej klasyfikacji pokonał go także młodszy partner z zespołu, Daryla Beattie. Australijczyk wprawdzie czterokrotnie ruszał z pierwszej pozycji, jednak tylko w jednym wyścigu (o GP San Marino) udało mu się dojechać na pierwszej lokacie. Podczas GP USA nabawił się niegroźnej kontuzji, przez co był zmuszony zrezygnować ze startu w ostatniej eliminacji, na torze Jarama. Ostatecznie rywalizację ukończył na 4. lokacie. Był to jednak ostatni sezon, w którym Doohan nie był najlepszy.
W latach 1994–1998 Michael zdominował rywalizację. Największy pogrom nad konkurencją odniósł w sezonie 1997, kiedy to triumfował w dwunastu z piętnastu rozegranych eliminacji. Owocem sukcesów Australijczyka był nie tylko wielki talent, ale przede wszystkim znakomita współpraca ze swoim inżynierem – Jeremym Burgessem, który w dużej mierze przyczynił się do sukcesów japońskiej ekipy, mającej przewagę we wszystkich obszarach nad innymi stajniami. Dzięki temu, iż Doohan miał duży wkład w rozwój motocykla i był liderem ekipy, miał dużą przewagę nad zespołowymi rywalami. Przypasowany do niego motocykl dawał mu możliwość kończenia wyścigów kilkadziesiąt sekund przed konkurentami. Wielu ekspertów twierdzi również, iż Australijczyk miał przewagę dzięki używaniu tylnego ręcznego hamulca, który został opracowany w 1993 roku (choć każdy tak naprawdę miał możliwość korzystania z tego typu hamulców).
Roku 1999 nie rozpoczął tak błyskotliwie, zajmując czwarte i drugie miejsce podczas GP Malezji i GP Japonii. Nic jednak nie wskazywało na to, iż to ostatnie rundy w karierze Australijczyka. Podczas treningu kwalifikacyjnego do GP Hiszpanii, na torze Jerez, Mick doznał skomplikowanych i kilkumiejscowych złamań we wcześniej uszkodzonej nodze. Kontuzja ta zaprzepaściła cały sezon dla Australijczyka, który ostatecznie postanowił zakończyć karierę. Jego główny inżynier rozpoczął z kolei współpracę z późniejszą gwiazdą serii Valentino Rossim. Uzyskane punkty sklasyfikowały go na 17. miejscu.
Po zakończeniu kariery sportowca, Michael został doradcą wyścigowym japońskiej stajni. Funkcję tę pełnił do końca sezonu 2004.

### Życie prywatne
21 marca 2006 poślubił swoją długoletnią partnerkę Selinę Sines, na Wyspie Hamiltona. Mają dwoje dzieci: Alexis i Jacka, który obecnie jest kierowcą zespołu Virtuosi Racing w Formule 2.

### Formuła 1
Po zakończeniu sezonu 1998 Doohan odbył testy samochodu Formuły 1, z zespołem Williamsa. Testy zakończył na barierce, ale nie odniósł żadnych obrażeń.

### Statystyki liczbowe
| Pozycja | 1  | 2  | 3  | 4  | 5  | 6  | 7 | 8 | 9 | 10 | 11 | 12 | 13 | 14 | 15 |
| Punkty  | 20 | 17 | 15 | 13 | 11 | 10 | 9 | 8 | 7 | 6  | 5  | 4  | 3  | 2  | 1  |

System punkty od roku 1993.
| Pozycja | 1  | 2  | 3  | 4  | 5  | 6  | 7 | 8 | 9 | 10 | 11 | 12 | 13 | 14 | 15 |
| Punkty  | 25 | 20 | 16 | 13 | 11 | 10 | 9 | 8 | 7 | 6  | 5  | 4  | 3  | 2  | 1  |

| Rok  | Klasa   | Zespół         | Motocykl     | 1       | 2     | 3     | 4      | 5      | 6       | 7     | 8      | 9      | 10      | 11     | 12     | 13     | 14     | 15      | 16    | Punkty | Poz. koń. | Zwycięstwa |
| ---- | ------- | -------------- | ------------ | ------- | ----- | ----- | ------ | ------ | ------- | ----- | ------ | ------ | ------- | ------ | ------ | ------ | ------ | ------- | ----- | ------ | --------- | ---------- |
| 1989 | 500 cm³ | Rothmans Honda | Honda NSR500 | JPN NU  | AUS 8 | USA 8 | ESP NU | ITA NU | DEU 3   | AUT 8 | JUG 6  | NLD 9  | BEL 8   | FRA 8  | GBR -  | SWE -  | CZE -  | BRA 4   |       | 81     | 9         | 0          |
| 1990 | 500 cm³ | Rothmans Honda | Honda NSR500 | JPN NC  | USA 2 | ESP 4 | ITA 3  | DEU NU | AUT 3   | JUG 4 | NLD 4  | BEL 6  | FRA 4   | GBR 4  | SWE 4  | CZE 9  | HUN 1  | AUS 2   |       | 179    | 3         | 1          |
| 1991 | 500 cm³ | Rothmans Honda | Honda NSR500 | JPN 2   | AUS 2 | USA 2 | ESP 1  | ITA 1  | DEU 3   | AUT 1 | EUR 2  | NLD NU | FRA 2   | GBR 3  | SMR 3  | CZE 2  | FRA 2  | MAL 3   |       | 224    | 2         | 3          |
| 1992 | 500 cm³ | Rothmans Honda | Honda NSR500 | JPN 1   | AUS 1 | MAY 1 | ESP 1  | ITA 2  | EUR 2   | DEU 1 | NLD NW | HUN NW | FRA NW  | GBR NW | BRA 12 | ZAF 6  |        |         |       | 136    | 2         | 5          |
| 1993 | 500 cm³ | Rothmans Honda | Honda NSR500 | AUS NU  | MAY 4 | JPN 7 | ESP 4  | AUT 2  | DEU NU  | NLD 2 | EUR 2  | SMR 1  | GBR NU  | CZE 3  | ITA 2  | USA NU | ESP NW |         |       | 156    | 4         | 1          |
| 1994 | 500 cm³ | HRC Honda      | Honda NSR500 | AUS 3   | MAY 1 | JPN 2 | ESP 1  | AUT 1  | DEU 1   | NLD 1 | ITA 1  | FRA 1  | GBR 2   | CZE 1  | USA 3  | ARG 1  | EUR 2  |         |       | 317    | 1         | 9          |
| 1995 | 500 cm³ | Repsol Honda   | Honda NSR500 | AUS 1   | MAY 1 | JPN 2 | ESP NU | DEU NU | ITA 1   | NLD 1 | FRA 1  | GBR 1  | CZE 2   | BRA 2  | ARG 1  | EUR 4  |        |         |       | 248    | 1         | 7          |
| 1996 | 500 cm³ | Repsol Honda   | Honda NSR500 | MAY 5   | IND 1 | JPN 6 | ESP 1  | ITA 1  | FRA 1   | NLD 1 | DEU 2  | GBR 1  | AUT 2   | CZE 2  | ITA 1  | ESP 2  | BRA 1  | AUS 8   |       | 309    | 1         | 8          |
| 1997 | 500 cm³ | Repsol Honda   | Honda NSR500 | MAY 1   | JPN 1 | ESP 2 | ITA 1  | AUT 1  | FRA 1   | NLD 1 | ITA 1  | DEU 1  | BRA 1   | GBR 1  | CZE 1  | ESP 1  | IND 2  | AUS DNF |       | 340    | 1         | 12         |
| 1998 | 500 cm³ | Repsol Honda   | Honda NSR500 | JPN DNF | MAY 1 | ESP 2 | ITA 1  | FRA 2  | ESP DNF | NED 1 | GBR 2  | DEU 1  | CZE DNF | ITA 1  | ESP 1  | AUS 1  | ARG 1  |         |       | 260    | 1         | 8          |
| 1999 | 500 cm³ | Repsol Honda   | Honda NSR500 | MAY 4   | JPN 2 | ESP - | FRA -  | ITA -  | ESP -   | NLD - | GBR -  | DEU -  | CZE -   | ITA -  | ESP -  | AUS -  | ZAF -  | BRA -   | ARG - | 33     | 17        | 0          |